# Campionati asiatici di ciclismo su strada - Cronometro a squadre maschile
La cronometro a squadre maschile è una delle prove disputate durante i Campionati asiatici di ciclismo su strada. Fu corsa in varie edizioni in passato, ma solo dal 2017 al 2022 si è tenuta stabilmente. Nel 2023 è stata sostituita dalla specialità della cronometro a squadre miste.

## Albo d'oro
Aggiornato all'edizione 2022.
| Anno | Vincitore | Secondo                                                                                               | Terzo                                                                                   |
| ---- | --- | --- | --------------------------------------------------------------------------------------- |
| 1963 | Giappone | Thailandia                                                                                            | Iran                                                                                    |
| 1971 | Corea del Sud                                                                                                   | Filippine                                                                                             | Giappone                                                                                |
| 2006 | Corea del Sud Kim Dong-hun Lee Won-jae Park Sung-baek Youm Jung-hwan                                            | Iran Hossein Askari Ghader Mizbani Abbas Saeidi Tanha Amir Zargari                                    | Giappone Yoshiyuki Abe Satoshi Hirose Makoto Iijima Masahiko Mifune                     |
| 2017 | Kazakistan Zhandos Bizhigitov Daniil Fominykh Dmitriy Gruzdev Bakhtiyar Kozhatayev Alexey Lutsenko Andrey Zeits | Giappone Takeaki Amezawa Yukiya Arashiro Nariyuki Masuda Ryota Nishizono Hayato Okamoto Rei Onodera   | Hong Kong Cheung King Lok Ho Burr Ko Siu Wai Leung Chun Wing Leung Ka Yu Mow Ching Ying |
| 2018 | Giappone Yukiya Arashiro Fumiyuki Beppu Yusuke Hatanaka Shoi Matsuda Rei Onodera Masaki Yamamoto                | Iran Behnam Ariyan Esmail Chaichi Arvin Moazemi Samad Poor Seiedi Mohammad Rajablou Mahdi Sohrabi     | Hong Kong Cheung King Lok Fung Ka Hoo Ho Burr Ko Siu Wai Leung Chun Wing Mow Ching Ying |
| 2019 | Kazakistan Zhandos Bizhigitov Daniil Fominykh Yevgeniy Gidich Dmitriy Gruzdev Yuriy Natarov Artyom Zakharov     | Corea del Sud Choe Hyeong-min Joo Da-eyeong Kim Kook-hyun Min Kyeong-ho Park Sang-hong Park Sang-hoon | Hong Kong Ko Siu Wai Leung Chun Wing Leung Ka Yu Mow Ching Ying                         |
| 2020 | non disputata a causa della pandemia da COVID-19                                                                | non disputata a causa della pandemia da COVID-19                                                      | non disputata a causa della pandemia da COVID-19                                        |
| 2021 | non disputata a causa della pandemia da COVID-19                                                                | non disputata a causa della pandemia da COVID-19                                                      | non disputata a causa della pandemia da COVID-19                                        |
| 2022 | Kazakistan Igor Chzhan Yevgeniy Fedorov Yevgeniy Gidich Yuriy Natarov                                           | Mongolia Maral-Erdene Batmunkh Tegshbayar Batsaikhan Bilguunjargal Erdenebat Jambaljamts Sainbayar    | Iran Behnam Ariyan Esmail Chaichi Mohammad Ganjkhanlou Samad Poor Seiedi                |

## Medagliere
| Pos.   | Nazione       | Oro | Argento | Bronzo | Totale |
| ------ | ------------- | --- | ------- | ------ | ------ |
| 1      | Kazakistan    | 3   | 0       | 0      | 3      |
| 2      | Giappone      | 2   | 1       | 2      | 5      |
| 3      | Corea del Sud | 2   | 1       | 0      | 3      |
| 4      | Iran          | 0   | 2       | 2      | 4      |
| 5      | Thailandia    | 0   | 1       | 0      | 1      |
| 5      | Filippine     | 0   | 1       | 0      | 1      |
| 5      | Mongolia      | 0   | 1       | 0      | 1      |
| 8      | Hong Kong     | 0   | 0       | 3      | 3      |
| Totale | Totale        | 7   | 7       | 7      | 21     |